# Ingar Zach
Ingar Zach (* 29. Juni 1971 in Oslo) ist ein norwegischer Perkussionist, der sowohl im Bereich des Jazz als der Neuen Improvisationsmusik hervorgetreten ist.

## Leben und Wirken
Zach studierte zunächst Musik an der Universität Oslo (1993), dann Komposition im Jazzprogramm des Musikkonservatoriums Trondheim (1994–97). In dieser Zeit spielte er in der Folk-Bigband Chateau Neuf Spelemannslag und in  Harnihomba. Zwischen 1997 und 2000 wirkte er mit Håkon Kornstad und David Stackenäs im Trio Tri-Dim, mit dem er zwei Alben einspielte. Im Jahr 2000 gründete er mit dem Gitarristen Ivar Grydeland das Label Sofa und bildete mit ihm und Tonny Kluften das Huntsville Trio, das bis 2013 fünf Alben veröffentlichte. Daneben war er mit Derek Bailey,  Anders Hana und dem Trio No Spaghetti Edition zu hören. Weiterhin gehörte er zu Jon Balkes Magnetic North Orchestra, nahm aber auch mit Karl Seglem, Carl Petter Opsahl, Philipp Wachsmann, Charlotte Hug oder Jaap Blonk auf. Mit Ivar Grydeland, Xavier Charles und Christian Wallumrød bildete er die Gruppe Dans les Arbres, die zwei Alben bei ECM veröffentlichte. Mit Kim Myhr und Jim Denley arbeitete er ab 2007 im Ensemble Mural.

## Diskographische Hinweise
- Derek Bailey/Ingar Zach Seven (Incus Records, 2002)[3]
- Ivar Grydeland/Thomas Lehn/Ingar Zach: Szc Zcz Cze Zec Eci Cin (Musica Genera, 2006)
- Huntsville Trio: Eco, Arches & Eras (Rune Grammofon, 2008)
- Mural: Nectars Of Emergence (Sofa Records, 2010)
- Dans les arbres: Canopée (ECM Records, 2012)
- Dans les arbres: L’album vert (2024)